# Вислинские бульвары (Краков)

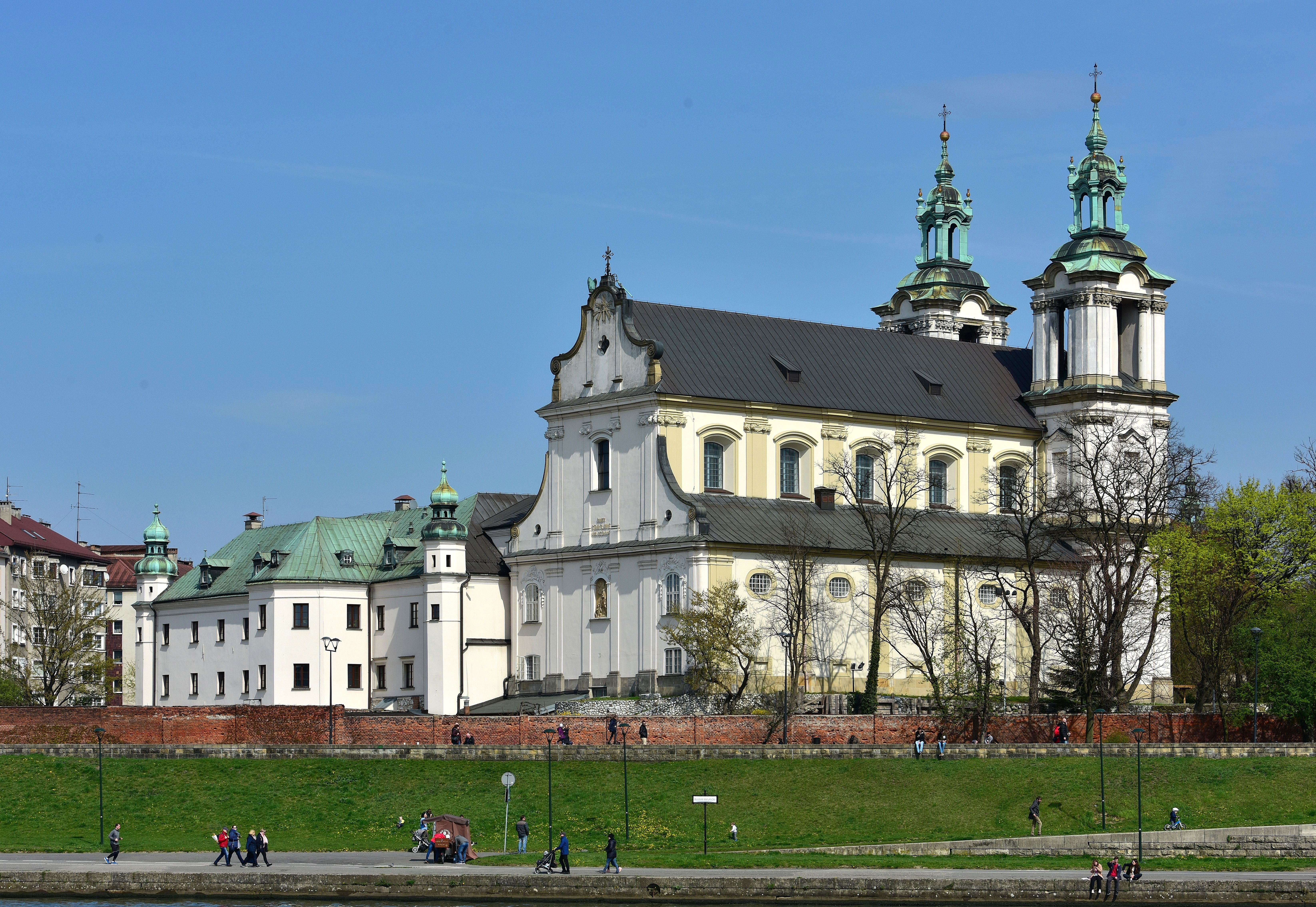
Костёл на Скалке

Ви́слинские бульва́ры (пол. Bulwary Wiślane) — исторические гидротехнические сооружения в Кракове вдоль реки Вислы. В конце XIX и начале XX веков гидротехнические сооружения по берегам реки Вислы предохраняли Краков от наводнений; в настоящее время бульвары являются парковой зоной и местом отдыха. Гидротехнические сооружения состоят главным образом из высоких и продольных подпорных стен, ограничивающих русло Вислы. В верхней части гидротехнических сооружений находятся различные спуски к реке и пешеходные дорожки, обсаженные деревьями. Вислинские бульвары внесены в реестр охраняемых памятников Малопольского воеводства. Бульвары входят в туристический маршрут «Краковский путь техники» (объект № 14).

## История
На протяжении истории Кракова река Висла неоднократно меняла своё русло. До XIII века Висла протекала как в настоящее время. В 1257 году, чтобы приблизить Вислу к центру Кракова для использования её в оборонительных целях, между холмом, где сегодня находится Костёл на Скалке и историческим районом Дембники была сооружена запруда, после чего возник рукав, отделявший Краков от Вислы. В 1335 году на этом месте возник Казимеж. Главное русло Вислы стало протекать за Вавелем и было направлено на восток в русло реки Вильги вдоль сегодняшних парков под названием Краковские планты. Над этим рукавом Вислы был построен несуществующий в настоящее время Королевский мост в историческом районе Страдом и позднее железнодорожный мост в районе Гжегужки. Этот рукав получил название «Старая Висла».
В XIX веке австрийские власти приняли решение закопать Старую Вислу и вернуть реку в её прежнее русло. Старая Висла была закопана между 1878 и 1880 годами. На месте Старой Вислы были основаны парки Краковские планты и сегодняшняя аллея Дашинского. В 1905—1909 годах русло Вислы вернулось в прежнее место и в это же время начались гидротехнические работы по укреплению её русла, которые окончательно закончились в 1961 году постройкой водной плотины «Stopień Wodny Dąbie», которая была элементом гидротехнического сооружения, составляющего Верхневислинский водный путь (пол. Droga Wodna Górnej Wisły). Водная плотина «Stopień Wodny Dąbie» значительно подняла уровень воды Вислы в Кракове, что позволило обогатить городской пейзаж и повысить рекреационную привлекательность набережных.
В районе современного Червенского бульвара на месте сегодняшней улицы Реторика в Вислу впадала река Рудава. Её русло было ограничено набережной в 1903−1912 годах.
В 1991 году бульвары Старого города, Звежинца, Подгужа и Дембников были административно поделены на меньшие части и им были приданы собственные наименования (в следующей последовательности от верховий реки):
- на левом берегу: Бульвар Родла, Червенский бульвар, Инфлянтский бульвар и Курляндский бульвар;
- на правом берегу: Полесский бульвар, Волынский бульвар, Подольский бульвар и Бульвар над Рудавой.

6 апреля 2006 года Висленские бульвары стали объектом туристического маршрута под наименованием Краковский путь техники и велосипедного маршрута «Висленские бульвары».
В 2009 году был организован туристический маршрут на водном трамвае с остановками на бульваре Родла (улица Флицаская), Червенском бульваре (Дембницкий мост), Инфлянтском бульваре (улица Паулинская), Волынском бульваре (Грюнвальдский мост), Галерея «Казимеж» в районе Гжегужки, Котлярский мост в районе Заблоце, Канал каноэ-слалом и Тынецкий монастырь.
13 июня 2011 года Вислинские бульвары были внесены в реестр охраняемых памятников Малопольского воеводства (№ А-1260/M).

## Бульвары

### Левый берег

#### Бульвар Родла
Бульвар Родла располагается на левом берегу Вислы в историческом районе Звежинец между устьем реки Рудавы и Дембницким мостом. Бульвар представляет собой в большей своей части пологий травяной склон, спускающийся к Висле и отделяется от речного потока высокой набережной, построенной в 1905—1909 годах. Вдоль берега по Бульвару Родла проходит пешеходная дорожка. На его территории находятся пристани спортивных клубов «AZS-AWF» и «Nadwiślan».

#### Червенский бульвар

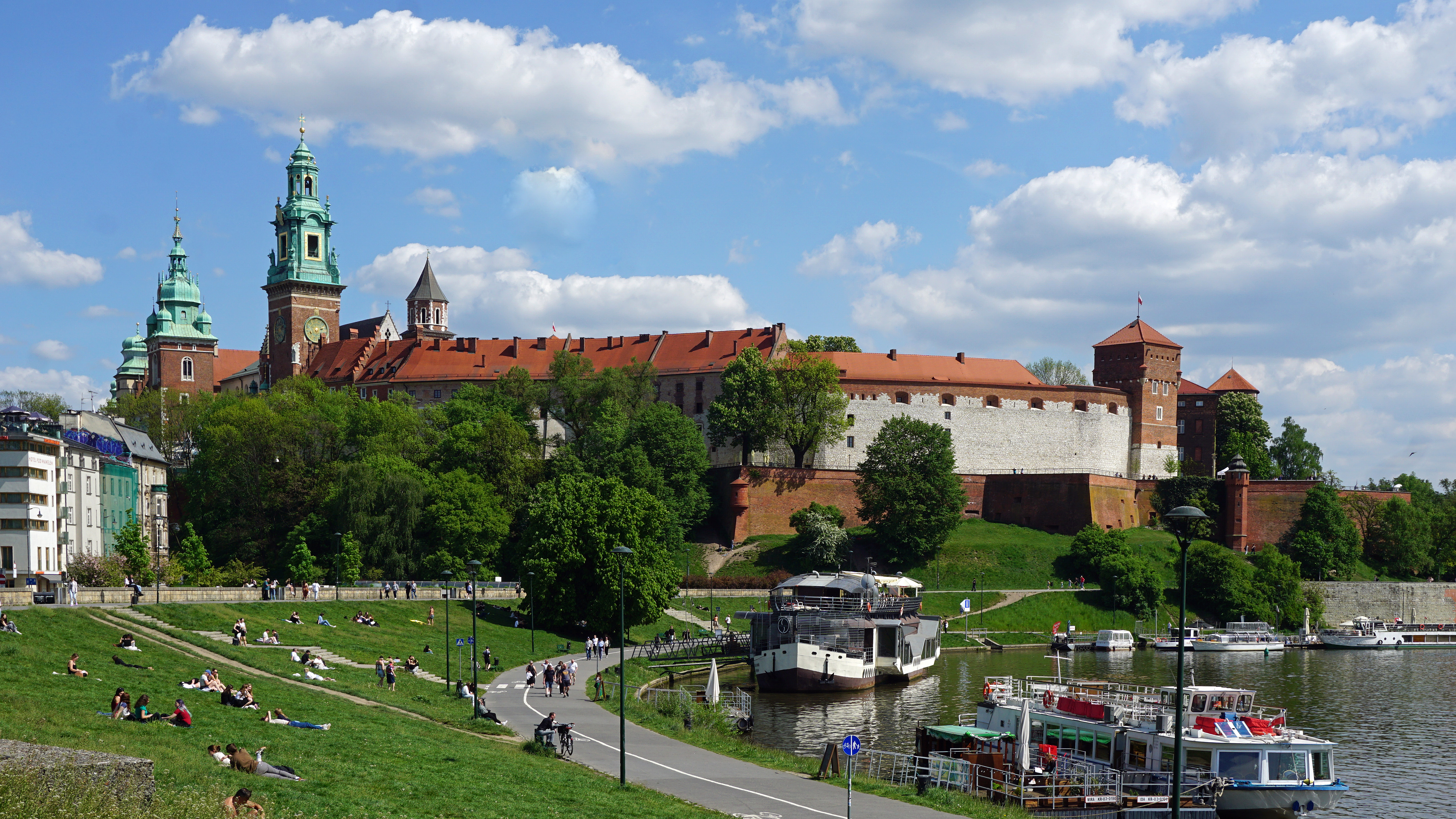
Червенский бульвар

Червенский бульвар располагается на левом берегу Вислы в центре исторического района Старый город между Дембницким и Грюнвальским мостами. В средние века на территории бульвара располагалась краковская дзельница Рыбаки, в которой находились пивоваренные заводы и дома рыбаков. С 1644 года здесь действовала юридика Рыбаки-Подзамче, которая прекратила свою деятельность в 1801 году. От этой юридики сегодня осталась мощённая улица Рыбаки, располагающаяся на юго-западной стороне Вавеля. В XVIII и XIX века на здесь были сады и загородные дома с характерными для Кракова деревянными домами. Образцом таких домов является сохранившаяся до нашего времени Тынецкая халупа, находящаяся возле Тынецкого монастыря. Эти постройки стали исчезать с конца XIX века и окончательно были снесены в 1914 году.
На территории Червенского бульвара находится Вавель и три памятника польского скульптора Бронислава Хромого, в том числе скульптура Вавельского дракона и памятник псу Джоку. C 2008 года на Червенском бульваре находится аллея звёзд. Набережная бульвара является местом швартовки яхт.
Червенский бульвар в связи с близостью Вавеля и Старого города является одним из самых популярных среди местных жителей и туристов Висленских бульваров. Ежегодно на бульваре проводится краковские народные гуляния под названием «Вянки».

#### Инфлянтский бульвар

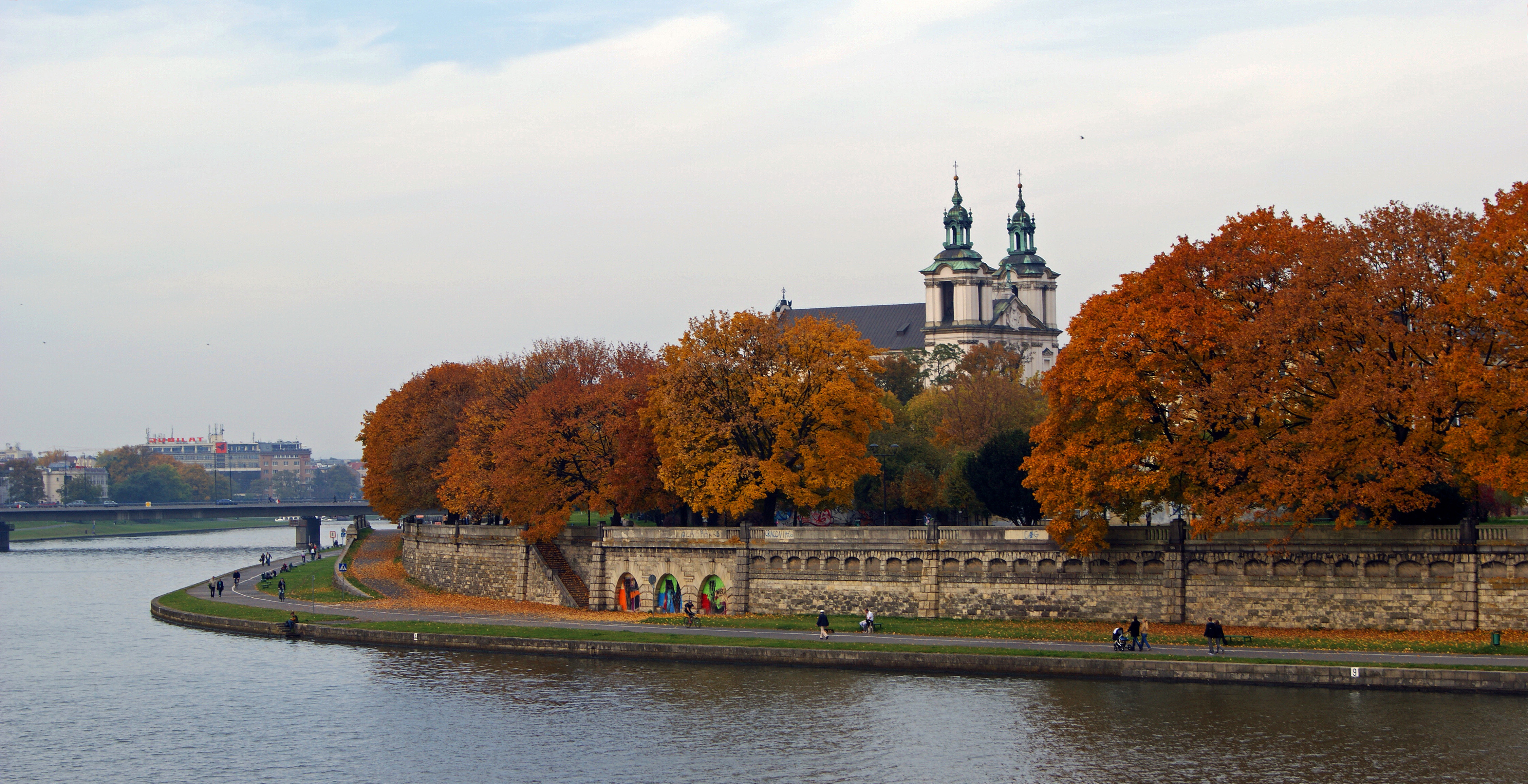
Инфлянтский бульвар

Инфлянтский бульвар располагается на левом берегу Вислы в историческом районе Старый город между Грюнвальским мостом и мостом Юзефа Пилсудского. Инфлянтский бульвар на северной свой стороне имеет пологий травяной спуск к реке и на южной части ограничен набережной, построенной в 1905—1909 годах.
На расширении улицы Скавинской ранее находился деревянный Скавинский мост, соединявший с населёнными пунктами Скавина и Мысленице, находившимися на противоположном берегу. В 1657 году этот мост был сожжён шведами, после чего он не стал восстанавливаться и вместо него некоторое время использовался паром.

#### Курляндский бульвар

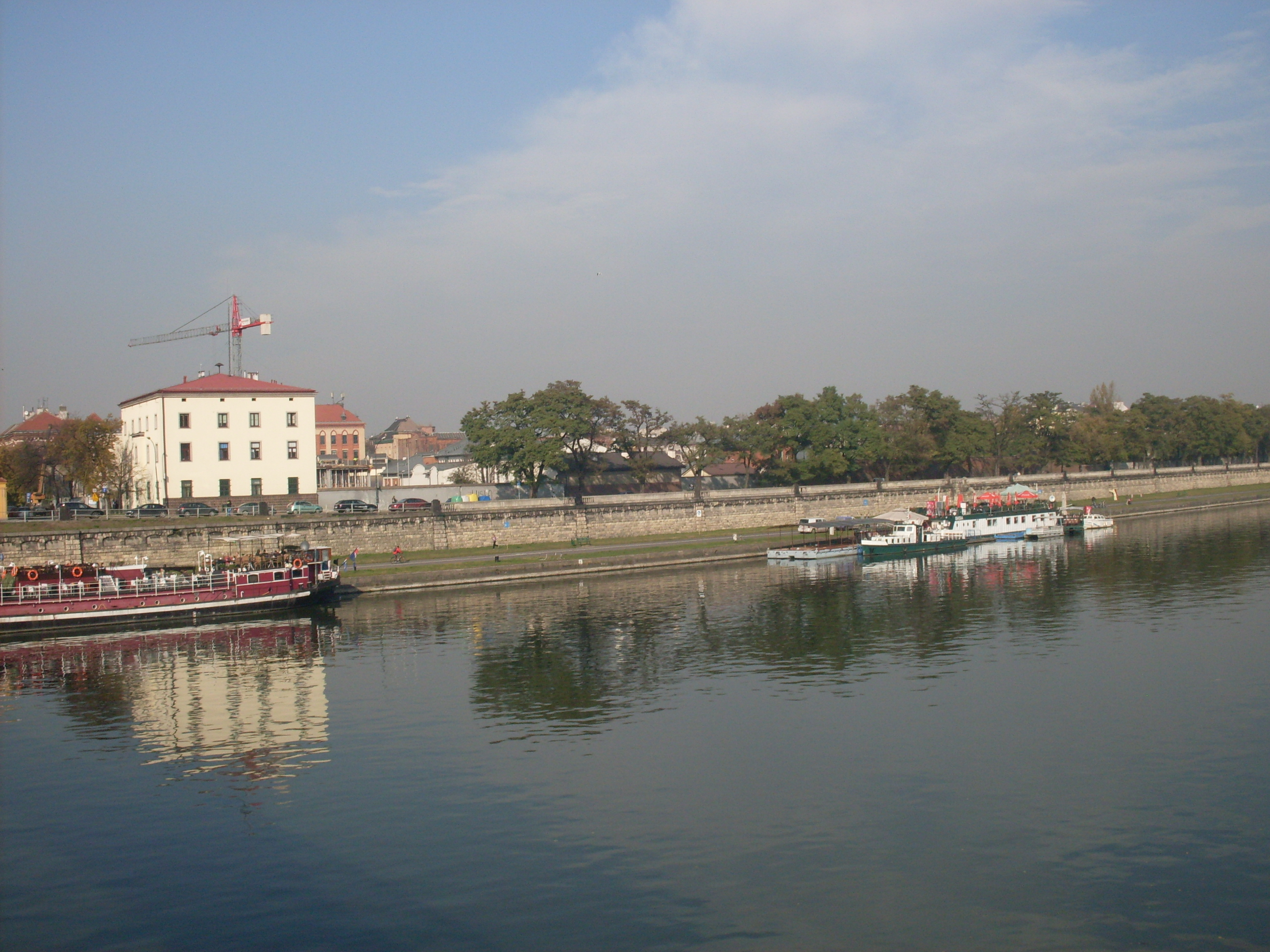
Курляндский бульвар

Курляндский бульвар располагается на левом берегу Вислы в историческом районе Старый город между мостом Юзефа Пилсудского и железнодорожным мостом в районе Заблоче. На бульваре находится мост Силезских повстанцев. На всём протяжении Курляндского бульвара находится набережная, построенная в 1905—1909 годах. Набережная бульвара является местом швартовки яхт.
На месте Курляндского бульвара до 1925 года находился Подгурский мост, который связывал левый берег с территорией современного Подольского бульвара. До настоящего времени сохранились остовы этого моста на обоих берегах Вислы. Над этими остовами бывшего Подгурского моста находится пешеходный мост отца Бернартка.

### Правый берег

#### Полесский бульвар

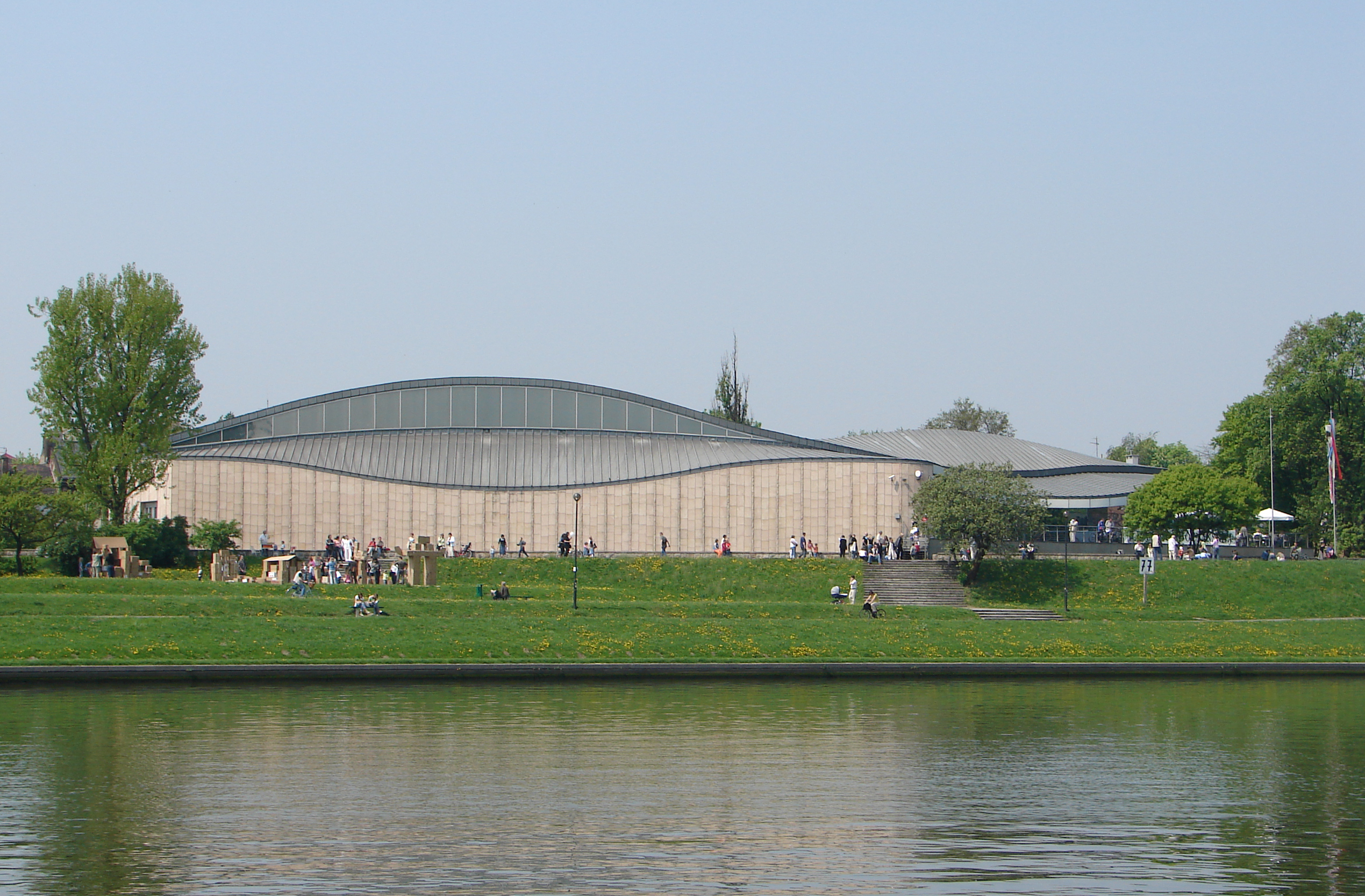
Подольский бульвар и музей «Манггха»

Полесский бульвар располагается на правом берегу Вислы в историческом районе Дембники между Дембницким и Грюнвальдским мостами. Бульвар в большей своей части имеет пологий травяной спуск к Висле. Благодаря речной аккумуляции на бульваре находится единственное место в Кракове, предназначенное для пляжа. В окрестностях современной улицы Замковой до 40-х годов XX столетия береговая линия глубоко врезалась в русло реки, образуя мыс.
На бульваре недалеко от берега располагается музей японского искусства и техники Манггха. Наряду с противоположным Червенским бульваром Полесский бульвар пользуется популярностью среди местных жителей и туристов. Ежегодно летом на этом бульваре проводится традиционное краковское культурно-развлекательное мероприятие, своими историческими корнями связанное с купальской ночью, «Вянки» (букв. «венки»).

#### Волынский бульвар

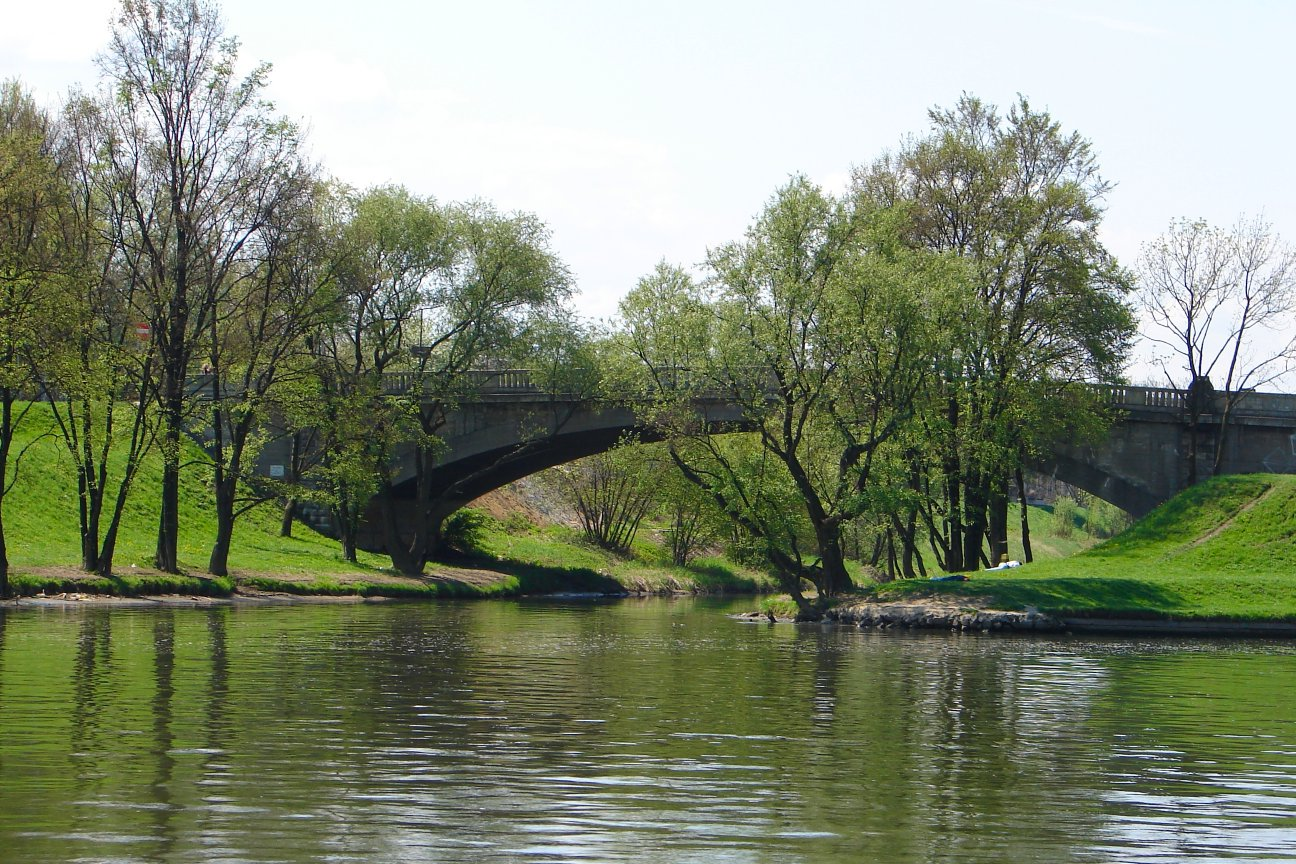
Устье реки Вильги, разделяющей Волынский и Подольский бульвары

Волынский бульвар располагается на правом берегу Вислы в историческом районе Подгуже между Грюнвальским мостом и устьем реки Вильги, которое создаёт полуостров, лежащий между Подольским бульваром и Ретмановским мостом. Бульвар в большей своей части имеет пологий травяной спуск к Висле.
На полуострове ранее находилось несуществующее сегодня отделение отеля Форум. Ежегодно на этом месте на протяжении многих лет в конце апреля-начале мая организуется Луна-парк из Нидерландов.

#### Подольский бульвар

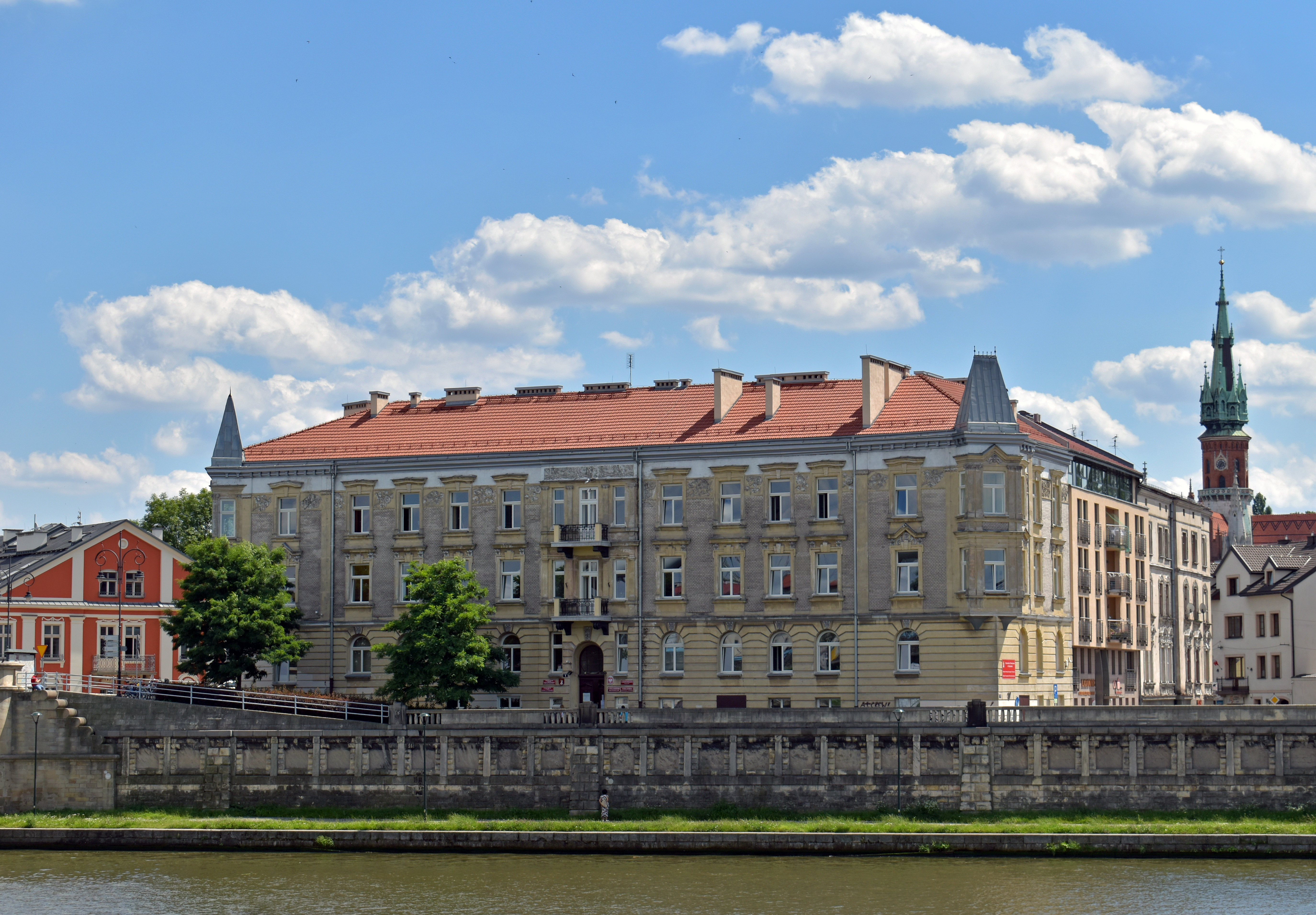
Дом Александровичей на Подольском бульваре

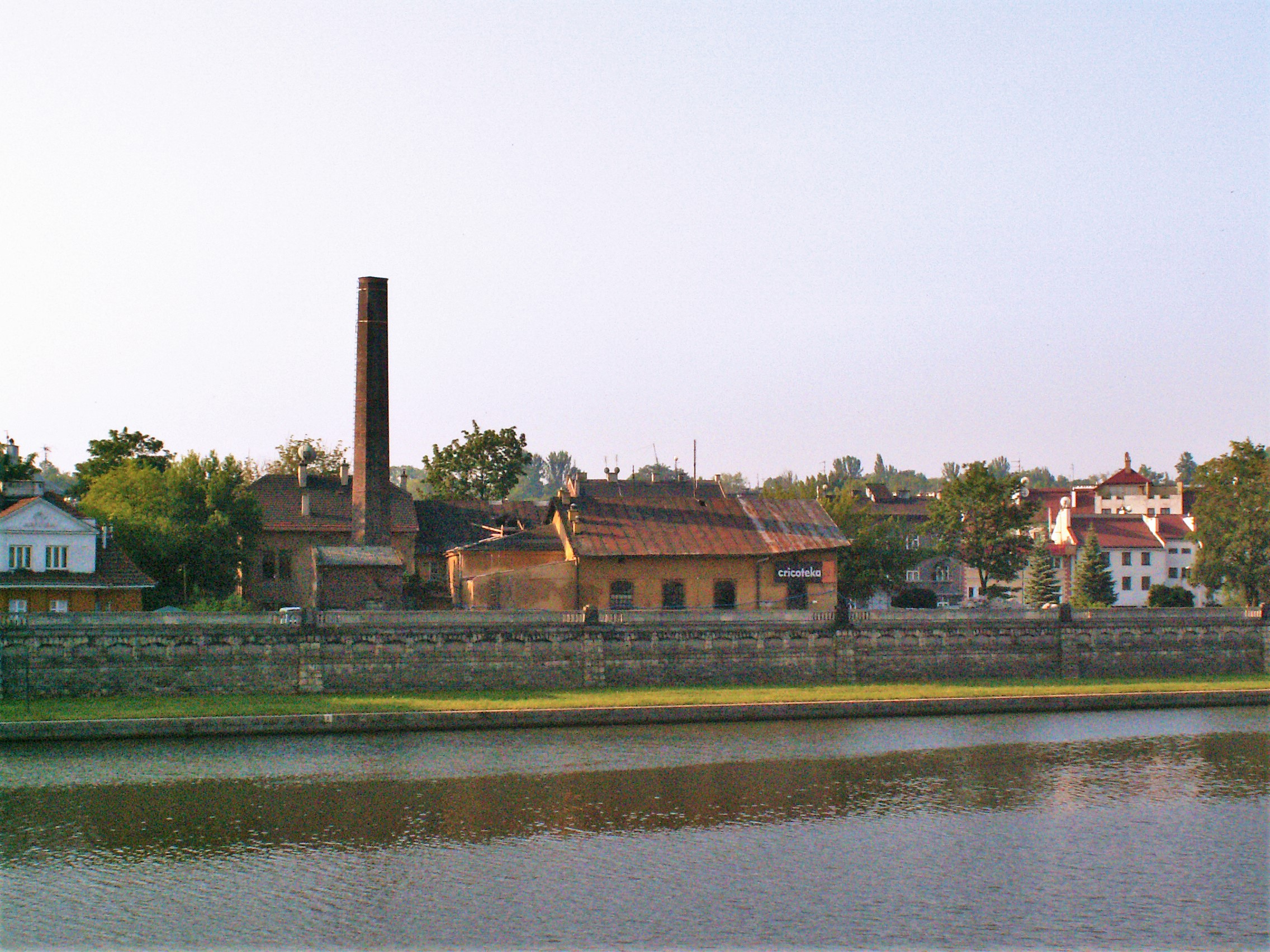
Подгурская электростанция, Подольский бульвар

Подольский бульвар располагается на правом берегу Вислы в историческом районе Подгуже между устьем реки Вильги и железнодорожным мостом в районе Заблоце. На территории этого бульвара находятся мосты Юзефа Пилсудского и Силезских повстанцев. На этом бульваре до 1925 года находился Подгурский мост, соединявший правый берег с противоположным берегом, где сейчас находится Курляндский бульвар. Здесь также находились Соляные склады, сыгравшие значительную роль в промышленной истории Кракова.
На месте современного Подольского бульвара до 1925 года находился Подгурский мост, который связывал правый берег с территорией современного Курляндского бульвара на левом берегу. До настоящего времени сохранились остовы этого моста на обоих берегах Вислы. Над этими остовами бывшего Подгурского моста находится пешеходный мост отца Бернатека.
На бульваре находятся историческо-архитектурные памятники "Дом Александровичей" и Подгурская электростанция, построенная в 1900 году и являющаяся объектом туристического маршрута «Краковский путь техники». В настоящее время в Подгурской электростанции находится музейный комплекс, посвящённый Тадеушу Кантору.

#### Бульвар над Рудавой
Бульвар находится на обоих берегах реки Рудавы, которая впадает в Вислу в начале Бульвара Родла. Бульвар начинается в районе Сальватор и идёт вдоль Краковского луга до района Мыдльники. В начале бульвара находятся асфальтированные пешеходные и велосипедные дорожки, после бульвар проходит через луга и зелёную зону района Воля-Юстовская.